# Ben Lloyd-Hughes
Benedict Lloyd-Hughes (Londra, 14 aprile 1988) è un attore britannico.
È conosciuto per avere interpretato Josh Stock nella serie britannica Skins (2007) e per il ruolo di Will nella pellicola Divergent (2014).

## Filmografia parziale

### Attore

#### Cinema
- Grandi speranze (Great Expectations), regia di Mike Newell (2012)
- Divergent, regia di Neil Burger (2014)
- Io prima di te (Me Before You), regia di Thea Sharrock (2016)
- Ogni tuo respiro (Breathe), regia di Andy Serkis (2017)
- Malevolent - Le voci del male (Malevolent), regia di Olaf de Fleur (2018)
- The King's Daughter, regia di Sean McNamara (2022)

#### Televisione
- Skins – serie TV, episodi 1x07-1x08 (2007)
- The Hour – serie TV, episodio 1x03 (2011)
- The Eichmann Show - Il processo del secolo (The Eichmann Show), regia di Paul Andrew Williams – film TV (2015)
- Guerra e pace (War & Peace) – miniserie TV, 3 puntate (2016)
- Industry – serie TV (2020-in corso)
- Harry Palmer - Il caso Ipcress (The Ipcress File) – miniserie TV, 2 puntate (2022)
- Sanditon – serie TV, 12 episodi (2022-2023)
- The Crown – serie TV, 7 episodi (2022-2023)
- So Long, Marianne – serie TV, 6 episodi (2024)
- The Agency – serie TV (2024-2025)

### Doppiatore
- GreedFall – videogioco (2019)

## Teatro (parziale)
- L'invenzione dell'amore di Tom Stoppard, regia di Blanche McIntyre. Hampstead Theatre di Londra (2024)

## Doppiatori italiani
Nelle versioni in italiano delle opere in cui ha recitato, Ben Lloyd-Hughes è stato doppiato da:
- Davide Perino in Divergent, Malevolent - Le voci del male, Sanditon
- Matteo Liofredi in Io prima di te
- Jacopo Venturiero in Ogni tuo respiro
- Stefano Dori in Harry Palmer - Il caso Ipcress
- Gianluca Crisafi in Skins (serie tv britannica)